# (4185) Phystech
(4185) Phystech est un astéroïde de la ceinture principale.

## Description
(4185) Phystech est un astéroïde de la ceinture principale. Il fut découvert le 4 mars 1975 à Naoutchnyï par Tamara Smirnova. Il présente une orbite caractérisée par un demi-grand axe de 2,22 UA, une excentricité de 0,10 et une inclinaison de 2,2° par rapport à l'écliptique.

## Compléments